# 玉置宏の笑顔でこんにちは!
『玉置宏の笑顔でこんにちは!』（たまおきひろしのえがおでこんにちは）はニッポン放送で1978年4月3日から1996年3月29日まで放送していたラジオ番組。

## 概要
当番組のパーソナリティを務めた玉置宏はニッポン放送で『平凡アワー・スタアハイライトショウ』などのパーソナリティを長く務めていた。その縁で平日午前帯ワイド番組に起用された。
玉置は当番組を始めるに辺り、既にテレビで売れっ子になっていたにもかかわらず、居住地の川崎からニッポン放送のある有楽町までの定期券を購入して電車通勤を始め、その道すがらに見たことや感じたことを番組内のトークに取り入れた（この番組の立ち上げに編成担当として関わった亀渕昭信の回想による）。玉置はその後、晩年まで電車移動を基本としていた。
主に午前9時台ではほぼ10分に1回、曲を掛けていた。スペシャルウィーク中は電リクを行うことが多かった。
リスナー層は大人の世代が主であったが、夏休み、冬休みなど子供の休暇期間になると子供を意識した放送を行うことがあり、子供を対象にした電話相談、東大生を交えての宿題相談。日記や自由研究のために休み中の天気を全部教えたりしたことがあった。
番組開始直前までニッポン放送は平日午前で苦戦していたが、開始後は常に高聴取率を記録するようになり、ビデオリサーチ社による調査において、首都圏の全ラジオ番組を通じて1位になったこともある（4.0% ＝ 1989年12月の調査 など）。1980年代後半から1990年代にかけては同じく高聴取率を獲得していた『大沢悠里のゆうゆうワイド』（TBSラジオ）と熾烈な聴取率争い（ゆうゆうワイドが3.6% ＝ 同じく1989年12月の調査 など）を演じていた。後に『ゆうゆうワイド』で玉置は腸閉塞で入院した毒蝮三太夫の代役として、2006年の1月から2月15日までの火曜日と木曜日に『ヨークマートミュージックプレゼント』の放送時間枠で放送した『懐かしの昭和歌謡列伝』でパーソナリティを務めた。
1989年4月、『高田文夫のラジオビバリー昼ズ』を開始してからはパーソナリティの高田文夫が番組に入り易い様に意識して、高田に話題を振って放送を終えた。
当番組が『一杯のかけそば』ブームのきっかけになったと言われている。
オープニングテーマは　カラベリグランドオーケストラ『太陽の中の恋』で番組タイトルは森昌子が1974年に発売したシングル『今日も笑顔でこんにちわ』から引用した。放送開始時刻は午前9時だが、開始時のパーソナリティの挨拶を一般的にこの時間に用いられる「おはようございます」ではなく、タイトル通り「こんにちは」に徹底した。
通常はニッポン放送本社の旧糖業会館ビル6階にあった第7スタジオ（レッドスカイスタジオ）から生放送した。直前まで『朝からたいへん!つかちゃんです』の生放送で同スタジオを使用していた塚越孝（ニッポン放送アナウンサー(当時)）と遭遇して、共に応援していた横浜大洋ホエールズ・横浜ベイスターズ、共通の趣味であった落語談義に花を咲かせた（後にこれより、後述のリスナーたちと一緒にホエールズを応援しに行くイベント企画を行うことになる）。
2010年、玉置の訃報が伝えられた日の『ビバリー』内で、高田は「ニッポン放送が台場に移転していなければ今でも『笑顔でこんにちは!』が続いていて、玉置がこんなに早く亡くなることはなかっただろう」と回想し、その死を惜しんだ。

## 放送時間
| 期間                      | 放送時間                                                                                    |
| ------------------------- | ------------------------------------------------------------------------------------------- |
| 1978年4月3日 - 1989年3月  | 月曜日 - 金曜日 9:00 - 12:00                                                                |
| 1989年4月 - 1996年3月29日 | 月曜日 - 金曜日 9:00 - 11:30 『高田文夫のラジオビバリー昼ズ』の放送開始に伴い、放送枠を縮小 |

## 出演者

### パーソナリティ
- 玉置宏（フリーアナウンサー）[6]

### アシスタント
- 宮崎文子（ニッポン放送アナウンサー(当時）） - 1978年4月 - 1979年9月
- 田中千恵（ニッポン放送アナウンサー(当時）） - 1979年10月 - 1983年3月
- 勝呂智子（ニッポン放送アナウンサー(当時)） - 1983年4月 - 1985年9月
- 西田麻里（ニッポン放送アナウンサー(当時)） - 1985年10月 - 1989年8月
- 那須恵理子（ニッポン放送アナウンサー(当時)、現・ラジオパーソナリティ） - 1989年9月 - 1992年3月
- 阿部宏美（ニッポン放送アナウンサー(当時)、現・フリーアナウンサー） - 1992年4月 - 1993年4月
- 仲佐かおり（ニッポン放送アナウンサー(当時)） - 1993年5月 - 1996年3月[注釈 2]

### リポーター
- 吉村明宏（お笑いタレント） - 1987年4月 - 1988年9月
- くり万太郎（ニッポン放送アナウンサー(当時)、現・フリーアナウンサー）
- 上柳昌彦（ニッポン放送アナウンサー(当時)、現・フリーアナウンサー）

## 内包番組
（）

### 1978年4月 -
9時00分 - 10時00分
- ハッピートゥディ
- 天気予報
- 私はおんなあの日あの時
- 交通情報
- 女房ドノとだんなサマ

10時00分 - 11時00分
- マイウェイ・マイストーリー
- 玉置宏のカゴメにっぽんのハラ時計
- 幸せ歳時記
- あおぞらリビング
- マイク三軒両どなり
- あおぞら奥さん
- 交通情報・首都高速ランプ閉鎖情報

11時00分 - 12時00分
- ニュース
- テレフォン人生相談
- 晴ればれミュージック
- 立川清登のミュージックダイアリー
- ハロー千葉
- 交通情報

### 1978年10月 -
9時00分 - 10時00分
- ハッピートゥディ
- 天気予報
- 私はおんなあの日あの時
- 交通情報
- ユーモアプレゼント一件落着!
- ハロー!グッドディ

10時00分 - 11時00分
- マイウェイ・マイストーリー
- 玉置宏のホット一曲
- 玉置宏のカゴメにっぽんのハラ時計
- 幸せ歳時記
- あおぞらリビング
- マイク三軒両どなり
- あおぞら奥さん
- 交通情報・首都高速ランプ閉鎖情報

11時00分 - 12時00分
- ニュース
- テレフォン人生相談
- 晴ればれミュージック
- 立川清登のミュージックダイアリー
- 交通情報

### 1979年4月 -
9時00分 - 10時00分
- ハッピートゥディ
- 天気予報
- 私はおんなあの日あの時
- 交通情報
- ユーモアプレゼント一件落着!
- ハロー!グッドディ

10時00分 - 11時00分
- 玉置宏のタマタマ特捜隊
- 玉置宏のホット一曲
- 玉置宏のカゴメにっぽんのハラ時計
- 幸せ歳時記
- あおぞらリビング
- マイク三軒両どなり
- あおぞら奥さん
- 交通情報・首都高速ランプ閉鎖情報

11時00分 - 12時00分
- ニュース
- テレフォン人生相談
- 晴ればれミュージック
- 立川清登のミュージックダイアリー
- 交通情報

### 1980年4月 -
9時00分 - 10時00分
- ハッピートゥディ
- 天気予報
- 私はおんなあの日あの時
- 交通情報
- ユーモアプレゼント一件落着!
- ハロー!グッドディ

10時00分 - 11時00分
- 玉置宏のタマタマ特捜隊
- 玉置宏のホット一曲
- 玉置宏のカゴメにっぽんのハラ時計
- 幸せ歳時記
- あおぞらリビング
- マイク三軒両どなり
- こんにちはリクエスト
- 交通情報・首都高速ランプ閉鎖情報

11時00分 - 12時00分
- ニュース
- テレフォン人生相談
- 晴ればれミュージック
- 立川清登のミュージックダイアリー
- 交通情報

### 1980年10月 -
9時00分 - 10時00分
- ハッピートゥディ
- 天気予報
- 私はおんなあの日あの時
- 交通情報
- ユーモアプレゼント一件落着!
- いきいきジャーナル・お手はそのまま

10時00分 - 11時00分
- ミュージックカプセル子供たちに贈る歌
- 玉置宏のタマタマ特捜隊
- 玉置宏のカゴメにっぽんのハラ時計
- 玉置テレフォン
- あおぞらリビング
- マイク三軒両どなり
- こんにちはリクエスト
- 交通情報・首都高速ランプ閉鎖情報

11時00分 - 12時00分
- ニュース
- テレフォン人生相談
- 晴ればれミュージック
- 立川清登のミュージックダイアリー
- 交通情報

### 1981年4月 -
9時00分 - 10時00分
- ハッピートゥディ
- 天気予報
- 私はおんなあの日あの時
- 交通情報
- ユーモアプレゼント一件落着!
- いきいきジャーナル・お手はそのまま

10時00分 - 11時00分
- ミュージックカプセル子供たちに贈る歌
- 玉置宏のタマタマ特捜隊
- 想い出の歌謡曲
- 玉置テレフォン
- あおぞらリビング
- マイク三軒両どなり
- こんにちはリクエスト
- 交通情報・首都高速ランプ閉鎖情報

11時00分 - 12時00分
- ニュース
- テレフォン人生相談
- 晴ればれミュージック
- 立川清登のミュージックダイアリー
- 交通情報

### 1982年4月 -
9時00分 - 10時00分
- ハッピートゥディ
- 天気予報
- 私はおんなあの日あの時
- 交通情報
- 家族百景ほのぼのプレゼント
- お元気さん登場：あんたが選ぶ私も名人
- いきいきジャーナル・お手はそのまま

10時00分 - 11時00分
- ミュージックカプセル子供たちに贈る歌
- 街角リクエスト清六が行く! （斎藤清六）
- ゲストでクイズご町内万才!
- 玉置テレフォン
- あおぞらリビング
- 想い出の歌謡曲
- こんにちはリクエスト
- 交通情報・首都高速ランプ閉鎖情報

11時00分 - 12時00分
- ニュース
- テレフォン人生相談
- 晴ればれミュージック
- 立川清登のミュージックダイアリー
- 交通情報

### 1982年10月 -
9時00分 - 10時00分
- ハッピートゥディ
- 天気予報
- 私はおんなあの日あの時
- 交通情報
- ユーモアテレフォンあなたサイコー
- お元気さん登場：あんたが選ぶ私も名人
- いきいきジャーナル・お手はそのまま

10時00分 - 11時00分
- ミュージックカプセル子供たちに贈る歌
- 街角リクエスト清六が行く! （斎藤清六）
- ゲストでクイズご町内万才!
- 玉置テレフォン
- あおぞらリビング
- 想い出の歌謡曲
- こんにちはリクエスト
- 交通情報・首都高速ランプ閉鎖情報

11時00分～12時00分
- ニュース
- テレフォン人生相談
- 晴ればれミュージック
- 立川清登のミュージックダイアリー
- 交通情報

### 1983年4月 -
9時00分 - 10時00分
- ハッピートゥディ
- 天気予報
- 私はおんなあの日あの時
- 交通情報
- ユーモアテレフォンあなたサイコー
- タマタマちょっと気になる話

10時00分 - 11時00分
- 子供たちに贈るうた
- 街角リクエスト清六が行く! （斎藤清六）
- ゲストでクイズご町内万才!
- 玉置テレフォン
- あおぞらリビング
- 想い出の歌謡曲
- こんにちはリクエスト
- 交通情報・首都高速ランプ閉鎖情報

11時00分 - 12時00分
- ニュース
- テレフォン人生相談
- 晴ればれミュージック
- 立川清登のミュージックダイアリー
- 交通情報

### 1984年4月 -
9時00分 - 10時00分
- ハッピートゥディ
- 天気予報
- 女心のスケッチブック
- 交通情報
- ユーモアテレフォンあなたサイコー
- タマタマちょっと気になる話

10時00分 - 11時00分
- 子供たちに贈るうた
- 街角リクエスト清六が行く! （斎藤清六）
- ゲストでクイズご町内万才!
- 玉置テレフォン
- あおぞらリビング
- 想い出の歌謡曲
- こんにちはリクエスト
- 交通情報・首都高速ランプ閉鎖情報

11時00分 - 12時00分
- ニュース
- テレフォン人生相談
- 晴ればれミュージック
- 立川清登のミュージックダイアリー
- 交通情報

### 1984年10月 -
9時00分 - 10時00分
- ハッピートゥディ
- 天気予報
- ユーモアテレフォンあなたサイコー
- 交通情報
- 女心のスケッチブック
- タマタマちょっと気になる話

10時00分 - 11時00分
- 子供たちに贈るうた
- 街角リクエスト清六が行く! （斎藤清六）
- ゲストでクイズご町内万才!
- 玉置テレフォン
- あおぞらリビング
- 想い出の歌謡曲
- こんにちはリクエスト
- 交通情報
- ドライバーズステーション
- 首都高速ランプ閉鎖情報

11時00分 - 12時00分
- ニュース
- テレフォン人生相談
- 晴ればれミュージック
- 立川清登のミュージックダイアリー
- 交通情報

### 1986年4月 -
9時00分 - 10時00分
- ハッピートゥディ
- 天気予報
- ユーモアテレフォンあなたサイコー
- 交通情報
- 女心のスケッチブック
- タマタマちょっと気になる話

10時00分 - 11時00分
- 子供たちに贈るうた
- 街角リクエスト清六が行く! （斎藤清六）
- ゲストでクイズご町内万才!
- 玉置テレフォン
- あおぞらリビング
- 想い出の歌謡曲
- 交通情報・首都高速ランプ閉鎖情報

11時00分 - 12時00分
- ニュース
- テレフォン人生相談
- 晴ればれミュージック
- ミュージックダイアリー
- 交通情報

### 1986年10月 -
9時00分 - 10時00分
- ハッピートゥディ
- 天気予報
- ユーモアテレフォン
- 交通情報
- 女心のスケッチブック
- タマタマちょっと気になる話

10時00分 - 11時00分
- 子供たちに贈るうた
- 街角リクエスト清六が行く! （斎藤清六）
- ゲストでクイズご町内万才!
- 玉置テレフォン
- あおぞらリビング
- 想い出の歌謡曲
- 交通情報・首都高速ランプ閉鎖情報

11時00分 - 12時00分
- ニュース
- テレフォン人生相談
- 晴ればれミュージック
- 池波志乃のおじゃまします。
- 交通情報

### 1987年4月 -
9時00分 - 10時00分
- 夫婦くらぶ
- 天気予報
- うれしはずかしタマタマテレフォン
- 女心のスケッチブック
- いい日いい歌リクエスト
- 交通情報

10時00分 - 11時00分
- こんにちは玉置です
- 街角リクエスト清六が行く（斎藤清六）〔月～木〕
- カラオケ配達人吉村が行く（吉村明宏）〔金〕
- ゲストでクイズご町内万才!
- おまかせホットライン
- あおぞらリビング
- 想い出の歌謡曲
- 交通情報・首都高速ランプ閉鎖情報

11時00分 - 12時00分
- ニュース
- テレフォン人生相談
- 晴ればれミュージック
- 池波志乃のおじゃまします。
- 交通情報

### 1987年10月 *-
9時00分 - 10時00分
- 夫婦くらぶ
- 天気予報
- うれしはずかしタマタマテレフォン
- 女心のスケッチブック
- いい日いい歌リクエスト
- 交通情報

10時00分 - 11時00分
- こんにちは玉置です
- 街角リクエスト清六が行く（斎藤清六）〔月 - 木〕
- カラオケ配達人吉村が行く（吉村明宏）〔金〕
- ゲストでクイズご町内万才!
- おまかせホットライン
- あおぞらリビング
- 想い出の歌謡曲
- 交通情報・首都高速ランプ閉鎖情報

11時00分 - 12時00分
- ニュース
- テレフォン人生相談
- 晴ればれミュージック
- 池波志乃のちょっとお料理
- 交通情報

### 1988年4月 -
9時00分 - 10時00分
- 夫婦くらぶ
- 天気予報
- うれしはずかしタマタマテレフォン
- 女心のスケッチブック
- いい日いい歌リクエスト
- 交通情報

10時00分 - 11時00分
- こんにちは玉置です
- 街角リクエスト清六が行く（斎藤清六）〔月 - 木〕
- カラオケ配達人吉村が行く（吉村明宏）〔金〕
- ゲストでクイズご町内万才!
- おまかせホットライン
- あおぞらリビング
- 想い出の歌謡曲　〔金〕：（木原光知子）
- 交通情報・首都高速ランプ閉鎖情報

11時00分 - 12時00分
- ニュース
- テレフォン人生相談
- 晴ればれミュージック
- 池波志乃のちょっとお料理
- 交通情報

### 1988年10月 -
9時00分 - 10時00分
- 天気予報
- うれしはずかしタマタマテレフォン・秘密の奥様
- 女心のスケッチブック
- いい日いい歌リクエスト
- 交通情報

10時00分 - 11時00分
- こんにちは玉置です
- 街角リクエスト清六が行く（斎藤清六）〔月 - 木〕
- 海老一染之助・染太郎の赤飯配達人〔金〕
- ゲストでクイズご町内万才!
- おまかせホットライン
- あおぞらリビング
- 想い出の歌謡曲　〔金〕：（木原光知子）
- 交通情報・首都高速ランプ閉鎖情報

11時00分 - 12時00分
- ニュース
- テレフォン人生相談
- 晴ればれミュージック
- 池波志乃のちょっとお料理
- 交通情報

### 1989年4月 -
9時00分 - 10時00分
- おしゃべりアラカルト
- 天気予報
- 極楽ファミリー
- ザ・ミュージック
- 交通情報

10時00分 - 11時00分
- 一パツ解答いきいき相談室
- こころのタマ手箱
- あおぞらリビング
- タマタマコンビニエンス
- ニュース・天気予報
- 交通情報・首都高速ランプ閉鎖情報

11時00分 - 11時30分
- テレフォン人生相談
- リビングリピート

### 1990年10月 -
9時00分 - 10時00分
- 野次馬ラジオ
- 天気予報
- 交通情報
- 女色のページ
- ザ・ミュージック
- 交通情報

10時00分 - 11時00分
- タマタマ探検クラブ
- こころのタマ手箱
- あおぞらリビング
- タマタマコンビニエンス
- ニュース・天気予報
- 交通情報・首都高速ランプ閉鎖情報

11時00分 - 11時30分
- テレフォン人生相談

※1991年10月以降詳細不明

## 番組での出来事
- 1978年11月23日9時01分のAMラジオ周波数改正で、ニッポン放送の周波数が1240kHzから1242kHzに変わったのに伴い、一度9:00に時報とタイトルコール、玉置の挨拶を行った後、電電公社の時報を約10秒ほど流した後、「こっからが新しいダイヤルでございます。『笑顔でこんにちは!』ではもう一回スタートしましょう」にコメントを挟んで9:01に改めてOPテーマが流れ、「ラジオのダイヤルをほんのちょっと外側[注釈 3]へずらしてくださいまし…。」の挨拶から新周波数でスタートした。
これは国際電気通信連合の取り決めで"9キロヘルツセパレーション"とも呼ばれ、10KHZステップが9KHZステップに変更され、全国493の中波ラジオ局のうち467局が変更となることに伴った[注釈 4]ものであるが、日本は世界標準時から9時間進んでいたため、この日の午前5時から試験放送という名目で周波数の変更は既に実施されていた。
- 1988年4月12日の放送中、玉置が貧血を起こして途中リタイア、胃潰瘍による内出血と診断されたため入院となり番組を休むことになった。復帰するまでの間、玉置と同じ昭和9年生まれで親交のある藤村俊二、坂上二郎、森山周一郎らが代役を務める。その後経過はよく、5月23日から復帰した[4]。
- 1990年の日本プロ野球は、4月の時点では大洋が一時首位に立つなど好調で、大の大洋ファンの玉置もそれを嬉しく思って度々番組中でホエールズの話をしており、そのうちに同じ大洋ファンだというリスナーの投書が増えるようになっていった。これに目を付け、リスナーと一緒にホエールズを応援しに行こうというイベント企画が立ち上がり、約6,000人の応募の中から100人を招待して『玉置宏と行くぞ!大洋 もうすでに優勝!?気分 30年のごぶさたでした応援団』を結成し（“30年”とは、当時大洋が1960年の優勝から30年遠ざかっていたということから）、同年5月8日に横浜スタジアムで行われた対巨人戦を観戦した（この時は同じく大の大洋ファンの塚越孝アナウンサーも同行）。しかしこの試合は12-0で大洋の大敗に終わっている[5]。

## 特別番組
| 放送時間                   | タイトル                                                    |
| -------------------------- | ----------------------------------------------------------- |
| 2010年2月15日8:30 - 11:30  | 垣花正のあなたとハッピー!緊急追悼特番・ありがとう玉置宏さん |
| 2010年3月21日19:30 - 20:30 | ありがとう!玉置宏さん〜「笑顔でこんにちは」スペシャル       |